# Lliga catalana de bàsquet femenina 1994-1995
La Lliga Nacional Catalana de Basquetbol 1994 fou la tretzena edició de la Lliga catalana. La competició se celebrà el 6 de desembre de 1994 al Nou Pavelló del Garraf de Vilanova i la Geltrú i fou organitzada per la Federació Catalana de Basquetbol. Hi participaren l'Universitari de Barcelona i el Gimnàstic de Tarragona. La final fou retransmesa en directe pel Canal 33.
Es proclamà campió el club tarragoní, que guanyà la final per 70 a 64. Individualment, destacà l'actuació de la jugadora catalana Carme González amb 27 punts, màxima anotadora del partit. El Gimnàstic de Tarragona guanyà el seu primer i únic títol de Lliga catalana.

## Final
| En negreta = Equip guanyador Pts. = Punts Rbs. = Rebots Nota: Noms dels equips segons l'època |

| 6 de desembre de 1994 13:00 Informe | Gimnàstic de Tarragona             | 70–64 | Universitari de Barcelona      | Nou Pavelló del Garraf, Vilanova i la Geltrú Assistència: 1.000 espectadors Àrbitres: Gómez i Guinau |
| 6 de desembre de 1994 13:00 Informe | Resultat per meitats: 29-34, 41-30 |       |                                | Nou Pavelló del Garraf, Vilanova i la Geltrú Assistència: 1.000 espectadors Àrbitres: Gómez i Guinau |
| 6 de desembre de 1994 13:00 Informe | Pts: González 27 Rebs: Jackson 8   |       | Pts: Tillis 23 Rebs: Tillis 14 | Nou Pavelló del Garraf, Vilanova i la Geltrú Assistència: 1.000 espectadors Àrbitres: Gómez i Guinau |

| Gimnàstic de Tarragona | Universitari de Barcelona |

| #          | Jugadora       | Pts | Rbs |
| ---------- | -------------- | --- | --- |
|            | Prieto         | 0   | 3   |
|            | Cantenys       | 0   | 2   |
|            | Mifflin        | 15  | 3   |
|            | Vañó           | 2   | 1   |
|            | Carme González | 27  | 0   |
|            | Jackson        | 20  | 8   |
|            | Clavero        | 2   | 1   |
|            | Marta Llorach  | 4   | 3   |
| Total      | Total          | 70  | 21  |
| Entrenador |                |     |     |
|            |                |     |     |

| Campió de la Lliga Catalana 1994-1995 |
| ------------------------------------- |
| Gimnàstic de Tarragona Primer títol   |

| #          | Jugadora       | Pts | Rbs |
| ---------- | -------------- | --- | --- |
|            | Laura Cano     | 2   | 0   |
|            | Laura Camps    | 4   | 2   |
|            | Tillis         | 23  | 14  |
|            | Sandra Gallego | 16  | 0   |
|            | Llovera        | 0   | 0   |
|            | Soler          | 9   | 4   |
|            | Íngrid Pons    | 10  | 11  |
|            | Núria Alocén   | 0   | 1   |
| Total      | Total          | 64  | 32  |
| Entrenador |                |     |     |
|            |                |     |     |